# Nekrolog Oktober 2007
Nekrolog
◄◄
| ◄
| 2003
| 2004
| 2005
| 2006
| 2007 | 2008 | 2009 | 2010 | 2011 | ► | ►►
Januar |
Februar |
März |
April |
Mai |
Juni |
Juli |
August |
September |
Oktober |
November |
Dezember 2007
Weitere Ereignisse | Allgemeiner Nekrolog 2007
Die Beschreibung der verstorbenen Person sollte so kurz wie möglich gehalten sein und nur deren signifikante Tätigkeit(en) enthalten.
Neue Namen ggf. auch unter dem Geburts- und Sterbedatum, also etwa unter 1. Januar und im Geburts- und Sterbejahr (2024) eintragen (nur bei entsprechender großer Wichtigkeit). Für Beispiele siehe die schon vorhandenen Artikel.
Außerdem über die fünf zuletzt Verstorbenen, zu denen es einen ausreichend guten Artikel für eine Präsentation auf der Hauptseite gibt, nach der todesbedingten Überarbeitung der Artikel ggf. auch unter Wikipedia Diskussion:Hauptseite informieren und sie am besten auch in den anderen Wikipedia-Sprachversionen eintragen. Tipp: Regelmäßig bei news.google.de nach „ist tot“, „gestorben“ oder „verstorben“ suchen.
Wenn eine Person gestorben ist, gibt es viele Seiten zu dieser Person in der Wikipedia, die davon auch betroffen sind und entsprechend aktualisiert werden müssen. Beispiele: Namenübersichtsseite, Geburtsjahr, Geburtsort-Seiten und viele mehr.
Wie finde ich die betroffenen Seiten?
Im Suchfeld auf der linken Seite gibt man den Suchbegriff so ein: „Vorname Nachname“. Dann klickt man auf Volltext und alle Seiten mit entsprechendem Suchtext werden aufgerufen. Hier sieht man dann schnell, wo auch das Todesjahr Sinn macht oder sogar ein Teil des Artikels angepasst werden muss. Auch hilft das „Werkzeug“ auf der linken Seite sehr gut, um solche Seiten aufzufinden: „Links auf diese Seite“. Somit ist die Wikipedia wieder aktuell in allen Bereichen! Hinweis: bei Eintragung der Kategorie „Gestorben JAHR“ wird der Missbrauchsfilter 49 ausgelöst, was jedoch nicht schlimm ist. Siehe: Spezial:Missbrauchsfilter/49
Dies ist eine Liste von im Oktober 2007 verstorbenen bekannten Persönlichkeiten. Die Einträge erfolgen innerhalb der einzelnen Daten alphabetisch sortiert. Tiere sind im Nekrolog für Tiere zu finden.

## Oktober
| Tag          | Name                                    | Beruf, bekannt als                                                                         | Alter | Beleg |
| ------------ | --------------------------------------- | ------------------------------------------------------------------------------------------ | ----- | ----- |
| 1. Oktober   | Marianne Fritz                          | österreichische Schriftstellerin                                                           | 58    |       |
| 1. Oktober   | Erhard Kaps                             | deutscher Unternehmer und Autor                                                            | 91    |       |
| 1. Oktober   | Bob Kuhn                                | US-amerikanischer Maler, Illustrator und Bildhauer                                         | 87    |       |
| 1. Oktober   | Theodor Nauerz                          | deutscher Priester und Verfolgter des NS-Regimes                                           | 98    |       |
| 1. Oktober   | Al Oerter                               | US-amerikanischer Olympiasieger                                                            | 71    |       |
| 1. Oktober   | Tetsuo Okamoto                          | brasilianischer Schwimmer                                                                  | 75    |       |
| 1. Oktober   | Uwe Ronneburger                         | deutscher Politiker (FDP), MdL                                                             | 86    |       |
| 2. Oktober   | Frederick Bayer                         | US-amerikanischer Zoologe                                                                  | 85    |       |
| 2. Oktober   | Gianni Danzi                            | italienischer Geistlicher, römisch-katholischer Erzbischof                                 | 67    |       |
| 2. Oktober   | Elfi von Dassanowsky                    | österreichische Sängerin, Pianistin und Filmproduzentin                                    | 83    |       |
| 2. Oktober   | Šime Đodan                              | kroatischer Politiker                                                                      | 79    |       |
| 2. Oktober   | Ludwig Gosewitz                         | deutscher Künstler                                                                         | 71    |       |
| 2. Oktober   | George Grizzard                         | US-amerikanischer Schauspieler                                                             | 79    |       |
| 2. Oktober   | Matthias Herrmann                       | deutscher Archivar                                                                         | 46    |       |
| 2. Oktober   | Katharina von Griechenland              | griechische Prinzessin                                                                     | 94    |       |
| 2. Oktober   | Dan Keating                             | Mitglied von IRA und Sinn Féin                                                             | 105   |       |
| 2. Oktober   | Peter Gerlach                           | deutscher Medienmanager                                                                    | 69    |       |
| 2. Oktober   | Vincent Otti                            | ugandischer Rebellenführer                                                                 | 61?   |       |
| 3. Oktober   | Hermann Keller                          | Schweizer Politiker (SP)                                                                   | 62?   |       |
| 3. Oktober   | Herbert Muschamp                        | US-amerikanischer Architekturkritiker                                                      | 59    |       |
| 3. Oktober   | Konrad Onasch                           | deutscher Kirchenhistoriker                                                                | 91    |       |
| 3. Oktober   | Pablo Palazuelo                         | spanischer Künstler                                                                        | 90    |       |
| 3. Oktober   | Antoni Ribas                            | spanischer Filmregisseur                                                                   | 71    |       |
| 3. Oktober   | Tony Ryan                               | irischer Unternehmer                                                                       | 71    |       |
| 3. Oktober   | Rogelio Salmona                         | kolumbianischer Architekt                                                                  | 78    |       |
| 3. Oktober   | Manfred Sommer                          | spanischer Comic-Zeichner und Illustrator                                                  | 74    |       |
| 3. Oktober   | Lloyd Trotman                           | US-amerikanischer Bassist                                                                  | 84    |       |
| 3. Oktober   | Giuseppe Valdengo                       | italienischer Opernsänger (Bariton)                                                        | 93    |       |
| 3. Oktober   | Bill Warwick                            | kanadischer Eishockeyspieler                                                               | 82    |       |
| 4. Oktober   | Leili Andre                             | estnische Lyrikerin und Schriftstellerin                                                   | 85    |       |
| 4. Oktober   | Bob Burdick                             | US-amerikanischer Rennfahrer                                                               | 70    |       |
| 4. Oktober   | Antonie Iorgovan                        | rumänischer Politiker                                                                      | 59    |       |
| 4. Oktober   | Hero Lupescu                            | rumänischer Opernregisseur                                                                 | 80    |       |
| 4. Oktober   | Hans Karl Rodenkirchen                  | deutscher Künstler                                                                         | 81    |       |
| 4. Oktober   | Helmut Wildt                            | deutscher Schauspieler                                                                     | 85    |       |
| 5. Oktober   | Hans Martin Bolli                       | Schweizer Geologe, Mikropaläontologe und Hochschullehrer                                   | 90    |       |
| 5. Oktober   | Alexandra Boulat                        | französische Fotografin                                                                    | 45    |       |
| 5. Oktober   | Dieter Burger                           | deutscher Verwaltungsjurist und Kommunalpolitiker                                          | 69    |       |
| 5. Oktober   | Walter Kempowski                        | deutscher Schriftsteller                                                                   | 78    |       |
| 5. Oktober   | Erling Kroken                           | norwegischer Skispringer                                                                   | 78    |       |
| 5. Oktober   | Wladimir Semjonowitsch Kusin            | russischer Skilangläufer                                                                   | 77    |       |
| 5. Oktober   | Edwyn Owen                              | US-amerikanischer Eishockeyspieler                                                         | 71    |       |
| 5. Oktober   | Matilde Salvador i Segarra              | spanisch-valencianische Komponistin und Malerin                                            | 89    |       |
| 5. Oktober   | Jack Wilson                             | US-amerikanischer Jazzpianist                                                              | 71    |       |
| 5. Oktober   | Jeroným Zajíček                         | US-amerikanischer Komponist und Musikpädagoge                                              | 80    |       |
| 6. Oktober   | Babasaheb Bhosale                       | indischer Politiker                                                                        | 86    |       |
| 6. Oktober   | Robert W. Bussard                       | US-amerikanischer Physiker                                                                 | 79    |       |
| 6. Oktober   | Jo Ann Davis                            | US-amerikanische Politikerin                                                               | 57    |       |
| 6. Oktober   | Bud Ekins                               | US-amerikanischer Stuntman                                                                 | 77    |       |
| 6. Oktober   | Hartmut Krebs                           | deutscher Beamter, Staatssekretär                                                          | 61    |       |
| 6. Oktober   | Tom Murphy                              | irischer Schauspieler                                                                      | 39    |       |
| 6. Oktober   | Werner Senftleben                       | deutscher Schauspieler                                                                     | 82    |       |
| 6. Oktober   | George F. Senner                        | US-amerikanischer Politiker                                                                | 85    |       |
| 7. Oktober   | Norick Abe                              | japanischer Motorradrennfahrer                                                             | 32    |       |
| 7. Oktober   | Emil Hartmann                           | deutscher Reeder                                                                           | 80    |       |
| 7. Oktober   | Peter Nöcker                            | deutscher Rennfahrer                                                                       | 79    |       |
| 7. Oktober   | Josef Rut                               | tschechischer Komponist, Geiger und Musikwissenschaftler                                   | 80    |       |
| 7. Oktober   | George E. Sangmeister                   | US-amerikanischer Politiker                                                                | 76    |       |
| 7. Oktober   | Jiřina Steimarová                       | tschechische Schauspielerin                                                                | 91    |       |
| 7. Oktober   | Joe Waggonner                           | US-amerikanischer Politiker                                                                | 89    |       |
| 8. Oktober   | Constantin Andreou                      | griechisch-französischer Maler                                                             | 90    |       |
| 8. Oktober   | Milan Đukić                             | kroatischer Politiker                                                                      | 60    |       |
| 8. Oktober   | Bernhard Ficken                         | deutscher Heimatdichter und -maler                                                         | 83    |       |
| 8. Oktober   | Armin Kämpf                             | deutscher Sänger                                                                           | 81    |       |
| 8. Oktober   | Francis Schewetta                       | französischer Sprinter                                                                     | 88    |       |
| 8. Oktober   | Jean-François Van Der Motte             | belgischer Radrennfahrer                                                                   | 93    |       |
| 9. Oktober   | Fausto Correia                          | portugiesischer Politiker, MdEP                                                            | 55    |       |
| 09. Oktober  | Lucien Deiss                            | französischer Priester und Theologe                                                        | 86    |       |
| 9. Oktober   | Hamid Delshakib                         | iranischer Schauspieler und Produzent                                                      | 81    |       |
| 9. Oktober   | Jorge Dubost                            | chilenischer Fußballspieler                                                                | 78    |       |
| 9. Oktober   | Kurt Schwaen                            | deutscher Komponist                                                                        | 98    |       |
| 10. Oktober  | Ambrose Battista De Paoli               | römisch-katholischer Erzbischof, Diplomat, Nuntius                                         | 73    |       |
| 10. Oktober  | Wilhelm Gustav Dießl                    | österreichischer Ingenieur und international anerkannter Hobbyarchäologe                   | 75    |       |
| 10. Oktober  | Karl Gruenberg                          | britischer Mathematiker                                                                    | 79    |       |
| 10. Oktober  | Inge Meidinger-Geise                    | deutsche Autorin                                                                           | 84    |       |
| 11. Oktober  | Stephan Balint                          | ungarischer Autor, Schauspieler und Regisseur                                              | 64    |       |
| 11. Oktober  | Peter Udo Bintz                         | deutscher Verleger und Herausgeber                                                         | 70    |       |
| 11. Oktober  | Chinmoy                                 | indischer spiritueller Lehrer, Philosoph und Guru                                          | 76    |       |
| 11. Oktober  | Ignatius D’Cunha                        | römisch-katholischer Bischof von Aurangabad                                                | 83    |       |
| 11. Oktober  | John Hilton Edwards                     | britischer Humangenetiker                                                                  | 79    |       |
| 11. Oktober  | Rauni Mollberg                          | finnischer Regisseur                                                                       | 78    |       |
| 11. Oktober  | Júlio Cernadas Pereira                  | portugiesischer Fußballspieler und -trainer                                                | 78    |       |
| 11. Oktober  | Roy Rosenzweig                          | US-amerikanischer Historiker und Hochschullehrer                                           | 57    |       |
| 11. Oktober  | Roderick T. Ryan                        | US-amerikanischer Kameramann und Techniker                                                 | 83    |       |
| 11. Oktober  | Werner von Trapp                        | österreichischer Sänger, Mitglied der singenden Trapp-Familie                              | 91    |       |
| 11. Oktober  | Mehmed Uzun                             | kurdischer Schriftsteller                                                                  |       |       |
| 12. Oktober  | Paulo Autran                            | brasilianischer Schauspieler                                                               | 85    |       |
| 12. Oktober  | Kim Edward Beazley                      | australischer Politiker                                                                    | 90    |       |
| 12. Oktober  | Herbert Birken                          | deutscher Schriftsteller                                                                   | 93    |       |
| 12. Oktober  | Lonny Chapman                           | US-amerikanischer Schauspieler                                                             | 87    |       |
| 12. November | Friedrich Carl Eichenberg               | deutscher Regionalbischof und Schriftsteller                                               | 92    |       |
| 12. Oktober  | Karl-Arnold Eickmeyer                   | deutscher Politiker (SPD), MdB                                                             | 82    |       |
| 12. Oktober  | Franz Teddy Kleindin                    | deutscher Jazz- und Unterhaltungsmusiker                                                   | 93    |       |
| 12. Oktober  | Peter-Michael Koenig                    | deutscher Politiker (CDU), MdB                                                             | 72    |       |
| 12. Oktober  | Kishō Kurokawa                          | japanischer Architekt                                                                      | 73    |       |
| 12. Oktober  | Manuela Vargas                          | spanische Flamenco-Tänzerin und Choreografin                                               | 66    |       |
| 12. Oktober  | Soe Win                                 | myanmarischer Politiker, Premierminister von Myanmar                                       | 59    |       |
| 13. Oktober  | Pieter Bakker Schut                     | niederländischer Anwalt und Autor                                                          | 66    |       |
| 13. Oktober  | Otto-Erich Brodde                       | deutscher Pharmakologe                                                                     | 65    |       |
| 13. Oktober  | Bob Denard                              | französisch-komorischer Söldner                                                            | 78    |       |
| 13. Oktober  | Otto F. Häusler                         | deutscher Maler und Grafiker                                                               | 83    |       |
| 13. Oktober  | Andrée de Jongh                         | belgische Leiterin eines Fluchthilfenetzwerks der belgischen Résistance                    | 90    |       |
| 13. Oktober  | Leo Koslowski                           | deutscher Chirurg und Hochschullehrer                                                      | 85    |       |
| 13. Oktober  | Heinz Leuzinger                         | Schweizer Bergsteiger, Bergführer und Maler                                                | 67    |       |
| 13. Oktober  | Jōsaku Maeda                            | japanischer Maler                                                                          | 81    |       |
| 13. Oktober  | Marion Michael                          | deutsche Bühnen- und Filmschauspielerin                                                    | 66    |       |
| 14. Oktober  | Big Moe                                 | US-amerikanischer Rapper                                                                   | 33    |       |
| 14. Oktober  | Jeanlouis Cornuz                        | Schweizer Schriftsteller und Übersetzer                                                    | 85    |       |
| 14. Oktober  | Hans-Horst Engels                       | deutscher Karnevals-Präsident                                                              | 73    |       |
| 14. Oktober  | Noa Eshkol                              | israelische Tänzerin, Tanzpädagogin und Künstlerin                                         | 83    |       |
| 14. Oktober  | André Maréchal                          | französischer Physiker                                                                     | 90    |       |
| 14. Oktober  | Raymond Pellegrin                       | französischer Schauspieler                                                                 | 82    |       |
| 14. Oktober  | Fee Vaillant                            | deutsche Fotografin                                                                        | 92    |       |
| 14. Oktober  | Sigrid Valdis                           | US-amerikanische Schauspielerin                                                            | 72    |       |
| 15. Oktober  | Vinzenz Blum                            | österreichischer Ornithologe                                                               | 91    |       |
| 15. Oktober  | David P. Currie                         | US-amerikanischer Rechtswissenschaftler                                                    | 71    |       |
| 15. Oktober  | Édouard Levé                            | französischer Schriftsteller, Konzeptkünstler und Fotograf                                 | 42    |       |
| 15. Oktober  | Robert Joseph Mauch                     | US-amerikanischer Schauspieler                                                             | 86    |       |
| 15. Oktober  | Emil Mijares                            | philippinischer Musiker und Orchesterleiter                                                | 72    |       |
| 15. Oktober  | Jack Poplin                             | US-amerikanischer Filmarchitekt                                                            | 86    |       |
| 15. Oktober  | Hansruedi Scheller                      | Schweizer Grafiker und Sportler                                                            | 76    |       |
| 15. Oktober  | Margrit Staub-Hadorn                    | Schweizer Moderatorin                                                                      | 66    |       |
| 15. Oktober  | Vito Taccone                            | italienischer Radrennfahrer                                                                | 67    |       |
| 15. Oktober  | Janko Tišler                            | österreichischer Autor und Widerstandskämpfer                                              | 84    |       |
| 16. Oktober  | Jürgen Borgwardt                        | deutscher Rechtsanwalt und Hauptgeschäftsführer der Union der leitenden Angestellten (ULA) | 70    |       |
| 16. Oktober  | Barbara Dainton                         | Überlebende des „Titanic“-Untergangs                                                       | 96    |       |
| 16. Oktober  | Ulrich Heinrich                         | deutscher Politiker (FDP), MdB                                                             | 67    |       |
| 16. Oktober  | Ignacy Jeż                              | polnischer Geistlicher, Bischof von Koszalin-Kołobrzeg                                     | 93    |       |
| 16. Oktober  | Deborah Kerr                            | britische Schauspielerin                                                                   | 86    |       |
| 16. Oktober  | Gert von Kortzfleisch                   | deutscher Ökonom, Hochschullehrer, Mitglied im Club of Rome                                | 86    |       |
| 16. Oktober  | Elisabeth Lafite                        | österreichische Herausgeberin und Verlegerin                                               | 89    |       |
| 16. Oktober  | Rosalio José Castillo Lara              | venezolanischer Ordensgeistlicher, Kardinal der römisch-katholischen Kirche                | 85    |       |
| 16. Oktober  | Toše Proeski                            | mazedonischer Sänger und Songwriter                                                        | 26    |       |
| 16. Oktober  | Barbara West                            | britische Titanic-Überlebende                                                              | 96    |       |
| 16. Oktober  | Dieter Zorc                             | deutscher Fußballspieler                                                                   | 67    |       |
| 17. Oktober  | Sumie Awara                             | japanische Weitspringerin                                                                  | 55    |       |
| 17. Oktober  | Joey Bishop                             | US-amerikanischer Sänger, Schauspieler und Showmaster                                      | 89    |       |
| 17. Oktober  | Teresa Brewer                           | US-amerikanische Sängerin                                                                  | 76    |       |
| 17. Oktober  | Michael Elliott                         | britischer Chemiker                                                                        | 83    |       |
| 17. Oktober  | Frère Éric                              | Schweizer Künstler                                                                         | 81    |       |
| 17. Oktober  | Erhard Frommhold                        | deutscher Kunstwissenschaftler und Publizist                                               | 79    |       |
| 17. Oktober  | Teuku Jacob                             | indonesischer Paläoanthropologe                                                            | 77    |       |
| 17. Oktober  | Harry Kleiner                           | US-amerikanischer Drehbuchautor und Filmproduzent                                          | 91    |       |
| 17. Oktober  | Maria Kwaśniewska                       | polnische Speerwerferin                                                                    | 94    |       |
| 17. Oktober  | Peter Oliver, Baron Oliver of Aylmerton | britischer Jurist                                                                          | 86    |       |
| 17. Oktober  | Rüdiger von Wechmar                     | deutscher Politiker (FDP), MdEP                                                            | 83    |       |
| 17. Oktober  | Robert A. Young                         | US-amerikanischer Politiker                                                                | 83    |       |
| 17. Oktober  | Peter Zimmermann                        | deutscher Maler                                                                            | ≈66   |       |
| 18. Oktober  | Manfred Barthel                         | deutscher Schriftsteller und Kritiker                                                      | 83    |       |
| 18. Oktober  | Bruno Böttcher                          | deutscher Politiker                                                                        | 86    |       |
| 18. Oktober  | William J. Crowe junior                 | US-amerikanischer Admiral und Diplomat                                                     | 82    |       |
| 18. Oktober  | Lucky Dube                              | südafrikanischer Musiker                                                                   | 43    |       |
| 18. Oktober  | Richard Faber                           | britischer Diplomat                                                                        | 82    |       |
| 18. Oktober  | Anthony Michaelis                       | britischer Wissenschaftsjournalist                                                         | 91    |       |
| 18. Oktober  | Juan Nicolasora Nilmar                  | römisch-katholischer Bischof von Kalibo                                                    | 91    |       |
| 18. Oktober  | Nino                                    | bosnischer Sänger                                                                          | 43    |       |
| 19. Oktober  | Mariann Ambrus                          | ungarische Ruderin                                                                         | 51    |       |
| 19. Oktober  | Winifred Asprey                         | US-amerikanische Mathematikerin und Informatikerin                                         | 90    |       |
| 19. Oktober  | Anton Bodem                             | deutscher Ordensgeistlicher                                                                | 82    |       |
| 19. Oktober  | Randall Forsberg                        | US-amerikanische Abrüstungsexpertin                                                        | 64    |       |
| 19. Oktober  | Hertha Hafer                            | deutsche Apothekerin                                                                       | 94    |       |
| 19. Oktober  | Michael Maidens                         | englischer Fußballspieler                                                                  | 20    |       |
| 19. Oktober  | Diana Redhouse                          | britische Künstlerin                                                                       | 84    |       |
| 19. Oktober  | Henning Schierholz                      | deutscher Politiker (Bündnis 90/Die Grünen), MdB                                           | 58    |       |
| 19. Oktober  | Hans-Jörg Seeberger                     | deutscher Unternehmer                                                                      |       |       |
| 19. Oktober  | William Swords                          | irischer Bogenschütze                                                                      | 65    |       |
| 19. Oktober  | Joe „Habao“ Texidor                     | puerto-ricanischer Perkussionist und Fotograf                                              | 66    |       |
| 19. Oktober  | Jan Wolkers                             | niederländischer Schriftsteller und Künstler                                               | 81    |       |
| 20. Oktober  | Herbert Fritsch                         | österreichischer Maler                                                                     | 62    |       |
| 20. Oktober  | Shav Glick                              | US-amerikanischer Journalist                                                               | 87    |       |
| 20. Oktober  | Jürgen Graf                             | deutscher Hörfunk- und Fernsehjournalist                                                   | 79    |       |
| 20. Oktober  | Hans-Helmut Köke                        | deutscher Oberkirchenrat                                                                   | 67    |       |
| 20. Oktober  | Max McGee                               | US-amerikanischer Footballspieler                                                          | 75    |       |
| 20. Oktober  | Josep Pintat-Solans                     | andorranischer Politiker und Vorsitzender der Regierung                                    |       |       |
| 20. Oktober  | Paul Raven                              | britischer Bassist                                                                         | 46    |       |
| 20. Oktober  | Siegfried Zoglmann                      | deutscher Politiker (FDP, CSU), MdL, MdB                                                   | 94    |       |
| 21. Oktober  | Surinder Singh Bajwa                    | Vize-Bürgermeister der Stadt Delhi                                                         | 52    |       |
| 21. Oktober  | François Chamoux                        | französischer Althistoriker, Klassischer Archäologe, Altphilologe                          | 92    |       |
| 21. Oktober  | Ernst Ludwig Ehrlich                    | jüdischer Historiker                                                                       | 86    |       |
| 21. Oktober  | Don Fellows                             | US-amerikanischer Unternehmer                                                              | 84    |       |
| 21. Oktober  | R. B. Kitaj                             | US-amerikanischer Maler                                                                    | 74    |       |
| 21. Oktober  | Ileana Sonnabend                        | US-amerikanische Galeristin                                                                | 92    |       |
| 21. Oktober  | Angie Stardust                          | deutsch-US-amerikanische Sängerin und Bühnenkünstlerin                                     | 67    |       |
| 22. Oktober  | Sargon Boulus                           | irakisch-assyrischer Poet und Autor von Kurzgeschichten                                    |       |       |
| 22. Oktober  | Werner Brans                            | deutscher Pädagoge und Politiker (FDP), MdL                                                | 78    |       |
| 22. Oktober  | Ève Curie                               | französische Schriftstellerin, Journalistin und politische Beraterin                       | 102   |       |
| 22. Oktober  | John Greene                             | US-amerikanischer Physiker                                                                 | 79    |       |
| 22. Oktober  | Hans G. Hachmann                        | US-amerikanischer Rechtsanwalt, Präsident der Maxe-Kade-Foundation New York                |       |       |
| 22. Oktober  | Friedrich Pospiech                      | deutscher Antifaschist und Historiker                                                      | 80    |       |
| 22. Oktober  | Wilhelm Reitzer                         | deutscher Geistlicher                                                                      | 90    |       |
| 23. Oktober  | Pär Bengtsson                           | schwedischer Fußballspieler                                                                | 85    |       |
| 23. Oktober  | Algimantas Dziegoraitis                 | litauischer Jurist, stellvertretender Justizminister                                       | 68    |       |
| 23. Oktober  | George L. Hersey                        | US-amerikanischer Kunst- und Architekturhistoriker sowie Kulturwissenschaftler             | 80    |       |
| 23. Oktober  | John Ilhan                              | australischer Geschäftsmann                                                                | 42    |       |
| 23. Oktober  | David George Kendall                    | englischer Statistiker                                                                     | 89    |       |
| 23. Oktober  | Gun Kessle                              | schwedische Fotografin und Autorin                                                         | 81    |       |
| 23. Oktober  | Serafina di Leo                         | italienische Opernsängerin und Schauspielerin                                              | 95    |       |
| 23. Oktober  | Helmut R. Leppien                       | deutscher Kunsthistoriker und Museumskurator                                               | 74    |       |
| 23. Oktober  | Charles McCully                         | schottisch-US-amerikanischer Fußballspieler                                                | 60    |       |
| 23. Oktober  | Albert I. Meyers                        | US-amerikanischer Chemiker                                                                 | 74    |       |
| 23. Oktober  | Frans Stoppelman                        | niederländischer Pressefotograf                                                            | 86    |       |
| 23. Oktober  | Lim Goh Tong                            | malaysischer Unternehmer                                                                   |       |       |
| 23. Oktober  | Ingrid Trobisch                         | US-amerikanische Missionarin                                                               | 81    |       |
| 23. Oktober  | Ursula Vaughan Williams                 | englische Schriftstellerin                                                                 | 96    |       |
| 24. Oktober  | Hermann Benjes                          | deutscher Landschaftsgärtner, Naturfotograf und Schriftsteller                             | 70    |       |
| 24. Oktober  | Jules Bigot                             | französischer Fußballspieler und -trainer                                                  | 92    |       |
| 24. Oktober  | Edwin Conduah                           | ghanaischer Fußballspieler                                                                 | ≈61   |       |
| 24. Oktober  | Petr Eben                               | tschechischer Komponist                                                                    | 78    |       |
| 24. Oktober  | Fritz Hoffmann                          | deutscher römisch-katholischer Geistlicher und Philosoph                                   | 94    |       |
| 24. Oktober  | Adolf Oberth                            | deutscher Chemiker und Erfinder                                                            | 78    |       |
| 24. Oktober  | Alischer Saipow                         | kirgisisch-usbekischer Journalist                                                          | 26    |       |
| 24. Oktober  | Friedrich Karl Schulte                  | deutscher Politiker (SPD), MdL                                                             | 77    |       |
| 24. Oktober  | Michael Stein                           | deutscher Musiker, Kabarettist und Autor                                                   | 55    |       |
| 24. Oktober  | Oumarou Garba Youssoufou                | nigrischer Diplomat und Politiker                                                          | 67    |       |
| 25. Oktober  | Puntsagiin Dschasrai                    | mongolischer Politiker                                                                     | 73    |       |
| 25. Oktober  | Walter Holzner                          | österreichischer Behindertensportler und Sportschütze                                      | 40    |       |
| 25. Oktober  | Rolland McMaster                        | US-amerikanischer Gewerkschafter                                                           | 93    |       |
| 25. Oktober  | Florence Miller Pierce                  | US-amerikanische Künstlerin                                                                | 89    |       |
| 25. Oktober  | Harvey Shapiro                          | US-amerikanischer Cellist, Kammermusiker und Musikpädagoge                                 | 96    |       |
| 26. Oktober  | Nicolae Dobrin                          | rumänischer Fußballspieler und -trainer                                                    | 60    |       |
| 26. Oktober  | Friedman Paul Erhardt                   | deutsch-amerikanischer Fernsehkoch                                                         | 63    |       |
| 26. Oktober  | John L. Gaunt Jr.                       | US-amerikanischer Fotograf                                                                 | 83    |       |
| 26. Oktober  | Edgardo González                        | uruguayischer Fußballspieler                                                               | 71    |       |
| 26. Oktober  | Rudolf Hradil                           | österreichischer Maler                                                                     | 82    |       |
| 26. Oktober  | Khun Sa                                 | myanmarischer Politiker und Rebellenführer                                                 | 74    |       |
| 26. Oktober  | Arthur Kornberg                         | US-amerikanischer Biochemiker                                                              | 89    |       |
| 26. Oktober  | Bernard L. Kowalski                     | US-amerikanischer Filmregisseur, Filmproduzent und Drehbuchautor                           | 78    |       |
| 26. Oktober  | Arne Skjølsvold                         | norwegischer Archäologe                                                                    | 82    |       |
| 26. Oktober  | Hans Stern                              | deutsch-brasilianischer Juwelier                                                           | 85    |       |
| 27. Oktober  | Martin Allgöwer                         | Schweizer Chirurg, Lehrstuhlinhaber in Basel                                               | 90    |       |
| 27. Oktober  | Jack Brownlow                           | US-amerikanischer Jazzmusiker                                                              |       |       |
| 27. Oktober  | Wilma Ellersiek                         | deutsche Musik- und Rhythmik-Pädagogin                                                     | 86    |       |
| 27. Oktober  | Ilse Kötting                            | deutsche Politikerin (KPD), MdL                                                            | 93    |       |
| 27. Oktober  | Waltraud Nowarra                        | deutsche Schachspielerin                                                                   | 66    |       |
| 27. Oktober  | Leslie Orgel                            | britischer Chemiker                                                                        | 80    |       |
| 27. Oktober  | Walter Rupprecht                        | deutscher Theologe und Seelsorger                                                          | 89    |       |
| 27. Oktober  | Antonios Varthalitis                    | römisch-katholischer Bischof von Korfu (Griechenland)                                      | 83    |       |
| 27. Oktober  | Henk Vredeling                          | niederländischer Agrarwissenschaftler und Politiker (PvdA), MdEP                           | 82    |       |
| 27. Oktober  | Franz Peter Waiblinger                  | deutscher Altphilologe                                                                     | 63    |       |
| 28. Oktober  | Bao Zunxin                              | chinesischer Historiker und Dissident                                                      | 70    |       |
| 28. Oktober  | Graham Charles Chadwick                 | südafrikanischer Bischof von Kimberley und Kuruman                                         | 84    |       |
| 28. Oktober  | Evelyn Hamann                           | deutsche Schauspielerin und Synchronsprecherin                                             | 65    |       |
| 28. Oktober  | Regina Hastedt                          | deutsche Schriftstellerin                                                                  | 86    |       |
| 28. Oktober  | Helmut Heinze                           | deutscher Richter                                                                          | 90    |       |
| 28. Oktober  | Franz-Josef Hungs                       | deutscher römisch-katholischer Theologe                                                    | 74    |       |
| 28. Oktober  | Manfred Kuttner                         | deutscher Maler                                                                            | 70    |       |
| 28. Oktober  | Jimmy Makulis                           | griechischer Schlagersänger                                                                | 72    |       |
| 28. Oktober  | Hilmar Selle                            | deutscher Politiker (SPD), MdL                                                             | 73    |       |
| 28. Oktober  | Ann Bonfoey Taylor                      | US-amerikanische Flugpionierin und Model                                                   | 96    |       |
| 28. Oktober  | Porter Wagoner                          | US-amerikanischer Country-Sänger                                                           | 80    |       |
| 28. Oktober  | Franz Wendler                           | deutscher Glaskünstler                                                                     | 94    |       |
| 29. Oktober  | Larry Lee                               | US-amerikanischer Gitarrist                                                                | 64    |       |
| 29. Oktober  | Jarmila Loukotková                      | tschechische Schriftstellerin und Übersetzerin                                             | 84    |       |
| 29. Oktober  | Thomas Joseph Meskill                   | US-amerikanischer Jurist und Politiker                                                     | 79    |       |
| 29. Oktober  | Christian d’Oriola                      | französischer Fechter und Olympiasieger                                                    | 79    |       |
| 29. Oktober  | Johannes Schwalke                       | deutscher Apostolischer Protonotar und Apostolischer Visitator für Ermland                 | 84    |       |
| 29. Oktober  | George Ștefănescu                       | rumänischer Maler                                                                          | 93    |       |
| 30. Oktober  | Les Condon                              | britischer Jazzmusiker                                                                     | 77    |       |
| 30. Oktober  | Hubie Crawford                          | US-amerikanischer Fusion- und Jazzmusiker                                                  |       |       |
| 30. Oktober  | Baboucarr Gaye                          | gambischer Journalist                                                                      |       |       |
| 30. Oktober  | Robert Goulet                           | US-amerikanischer Entertainer                                                              | 73    |       |
| 30. Oktober  | Juha Heinonen                           | finnischer Mathematiker                                                                    | 47    |       |
| 30. Oktober  | Peter Hoagland                          | US-amerikanischer Politiker                                                                | 65    |       |
| 30. Oktober  | Manfred Lindner                         | deutscher Nervenarzt und Nabatäer-Forscher                                                 | 89    |       |
| 30. Oktober  | James Michie                            | britischer Dichter und Übersetzer                                                          | 80    |       |
| 30. Oktober  | Srđan Mrkušić                           | jugoslawischer Fußballspieler                                                              | 92    |       |
| 30. Oktober  | Jaakko Paavolainen                      | finnischer Historiker                                                                      | 81    |       |
| 30. Oktober  | Bruno Schüller                          | deutscher Jesuit und Moraltheologe                                                         | 81    |       |
| 30. Oktober  | Linda Stein                             | US-amerikanische Maklerin                                                                  | 62    |       |
| 30. Oktober  | John Woodruff                           | US-amerikanischer Mittelstreckenläufer und Olympiasieger                                   | 92    |       |
| 31. Oktober  | Heinz Bräuer                            | deutscher evangelischer Pfarrer                                                            | 91    |       |
| 31. Oktober  | Modest Cuixart                          | spanischer Maler                                                                           | 81    |       |
| 31. Oktober  | Karl Dietrich                           | Schweizer Verkehrsingenieur und Hochschullehrer                                            | 71    |       |
| 31. Oktober  | Gerald D. Feldman                       | US-amerikanischer Historiker                                                               | 70    |       |
| 31. Oktober  | Joseph Hahn                             | US-amerikanischer Künstler und Lyriker                                                     | 90    |       |
| 31. Oktober  | Andreas Heldrich                        | deutscher Rechtswissenschaftler und Hochschullehrer                                        | 72    |       |
| 31. Oktober  | Karl-Heinz Hillmann                     | deutscher Soziologe                                                                        | 69    |       |
| 31. Oktober  | Jacques Heuclin                         | französischer Automobilrennfahrer und Politiker                                            | 61    |       |
| 31. Oktober  | Erdal İnönü                             | türkischer Physikprofessor und Politiker                                                   | 81    |       |
| 31. Oktober  | Reinhard Krückemeyer                    | deutscher Unternehmer und Boxer                                                            | 69    |       |
| 31. Oktober  | Walther Mediger                         | deutscher Historiker                                                                       | 92    |       |
| 31. Oktober  | Horst F. Niemeyer                       | deutscher Mathematiker                                                                     | 76    |       |
| 31. Oktober  | Rupert Schärfl                          | deutscher Kommunalpolitiker                                                                | 86    |       |
| 31. Oktober  | Asencio Sáezl                           | spanischer Schriftsteller, Maler und Festivalveranstalter                                  | 84    |       |
| 31. Oktober  | Werner Teichmann                        | deutscher Mediziner (Gastroenterologie) und Hochschullehrer                                | 90    |       |
| Oktober      | Chen Ningbiao                           | chinesischer Bürgerrechtler                                                                |       |       |
| Oktober      | Jürgen Rothert                          | deutscher Theaterschauspieler                                                              | 71    |       |